# Оксид прометия(III)
Оксид прометия(III)  – бинарное неорганическое соединение прометия и кислорода с  химической формулой Pm2O3.

## Получение
Оксид прометия может быть получен путём прокаливания металлического прометия в атмосфере кислорода или термическим разложением его солей на воздухе.

## Физические свойства
Оксид прометия(III) имеет три аллотропные модификации:
| Кристаллическая решетка | Символ Пирсона | Кристаллографическая группа | a (нм) | b (нм) | c (нм) | β(град) | Z  | Плотность (г/см3) |
| ----------------------- | -------------- | --------------------------- | ------ | ------ | ------ | ------- | -- | ----------------- |
| Кубическая              | cI80           | Ia3                         | 1.099  |        |        |         | 16 | 6.85              |
| Моноклинная             | mS30           | C2/m                        | 1.422  | 0.365  | 0.891  | 100.1   | 6  | 7.48              |
| Гексагональная          | hP5            | P3m1                        | 0.3802 |        | 0.5954 |         | 1  | 7.62              |

Кубический оксид прометия является низкотемпературной фазой и при нагреве до 750–800 °C необратимо переходит в моноклинную, которая стабильна до 1740 °C. Выше этой температуры оксид прометия существует в виде гексагональной фазы.
Имеет молярную магнитную восприимчивость равную 2660 • 10−6 см3/г.

## Применение
Оксид прометия является рабочей формой изотопа Pm-147, который используется для получения электроэнергии в радиоизотопных источниках путём превращения энергии бета-частиц в световую, а затем в электрическую с помощью фотоэлементов. Широкое применение изотопа Pm-147 обусловлено отсутствием γ-излучения, мягким β-излучением и относительно большим периодом полураспада.
Используется как добавка в радиолюминофоры, заставляя их светиться от β- излучения. При этом, в отличие от возбудителя на базе α-излучения, не приводит к быстрому старению радиолюминофора.